# Wimbledon 2016
De 130e editie van de Wimbledon Championships werd gespeeld van maandag 27 juni tot en met zondag 10 juli 2016. Voor de vrouwen was dit de 123e editie van het graskampioenschap. Het toernooi werd gespeeld bij de All England Lawn Tennis and Croquet Club in de wijk Wimbledon van de Britse hoofdstad Londen.
De Brit Andy Murray wist voor de tweede maal in zijn carrière de titel op Wimbledon te pakken. Bij de vrouwen presteerde Serena Williams (Verenigde Staten) dit voor de zevende maal. In het mannendubbelspel was het Franse duo Pierre-Hugues Herbert en Nicolas Mahut het sterkste. Bij de vrouwen waren dit de Amerikaanse zussen Venus en Serena Williams, zij wonnen het dubbelspel voor de vijfde maal. In het gemengd dubbelspel ging de titel naar de Britse Heather Watson en Fin Henri Kontinen.
Titelverdedigers bij het mannen- en vrouwenenkelspel waren de Serviër Novak Đoković en de Amerikaanse Serena Williams. Het mannendubbelspel in 2015 werd gewonnen door de Nederlander Jean-Julien Rojer en de Roemeen Horia Tecău. Bij de vrouwen waren Martina Hingis (Zwitserland) en Sania Mirza (India) titelverdedigsters. De titel in het gemengd dubbelspel werd verdedigd door de Zwitserse Martina Hingis en Leander Paes uit India.
Het toernooi van 2016 trok 493.928 toeschouwers.

## Toernooikalender
Volgens traditie werd tijdens 'Wimbledon' niet gespeeld op de middelste zondag, mits het weer dit toe laat. Echter door de vele regenbuien in de eerste week van het toernooi besloot de organisatie om wel te spelen op 'middle sunday'. Dit werd pas de vierde keer in de geschiedenis dat deze maatregel nodig was. De laatste keer was in 2004.
|                    | juni 2016 | juni 2016 | juni 2016 | juni 2016 | juli 2016 | juli 2016 | juli 2016             | juli 2016 | juli 2016   | juli 2016    | juli 2016    | juli 2016    | juli 2016    | juli 2016 | juli 2016 |
| maa 27             | din 28    | woe 29    | don 30    | vrĳ 1     | zat 2     | zon 3     | maa 4                 | din 5     | woe 6       | don 7        | vrĳ 8        | zat 9        | zon 10       |           |           |
| ------------------ | --------- | --------- | --------- | --------- | --------- | --------- | --------------------- | --------- | ----------- | ------------ | ------------ | ------------ | ------------ | --------- | --------- |
| mannenenkelspel    | 1e ronde  | 1e ronde  | 2e ronde  | 2e ronde  | 3e ronde  | 3e ronde  | m i d l e s u n d a y | 4e ronde  |             | kwartfinale  |              | halve finale |              | finale    |           |
| vrouwenenkelspel   | 1e ronde  | 1e ronde  | 2e ronde  | 2e ronde  | 3e ronde  | 3e ronde  | m i d l e s u n d a y | 4e ronde  | kwartfinale |              | halve finale |              | finale       |           |           |
| mannendubbelspel   |           |           | 1e ronde  | 1e ronde  | 2e ronde  | 2e ronde  | m i d l e s u n d a y | 3e ronde  | kwartfinale |              | halve finale | halve finale | finale       |           |           |
| vrouwendubbelspel  |           |           | 1e ronde  | 1e ronde  | 2e ronde  | 2e ronde  | m i d l e s u n d a y | 3e ronde  | kwartfinale | halve finale |              |              | finale       |           |           |
| gemengd dubbelspel |           |           |           |           |           | 1e ronde  | m i d l e s u n d a y | 1e ronde  | 2e ronde    | 2e ronde     | 3e ronde     | kwartfinale  | halve finale | finale    |           |

## Enkelspel
|                                    |  |                                          |
| Winnaar bij de mannen, Andy Murray |  | Winnares bij de vrouwen, Serena Williams |

### Mannen
Titelverdediger was Serviër Novak Đoković. Hij werd echter al in de derde ronde uitgeschakeld door de als zesentwintigste geplaatste Sam Querrey (Verenigde Staten van Amerika). Nummer vier van de wereld, de Spanjaard Rafael Nadal, moest verstek laten gaan in verband met een polsblessure. Ook de hooggeplaatste Zwitser Stanislas Wawrinka verloor al vroeg in het toernooi. In de tweede ronde was Juan Martín del Potro (Argentinië) te sterk voor Wawrinka.
De vroege uitschakeling van zowel Wawrinka als Đoković maakte de weg vrij voor Andy Murray en Roger Federer, respectievelijk de nummer twee en drie van de plaatsingslijst. Federer leek hard op weg naar zijn achtentwintigste grandslamfinale, echter verloor de Zwitser in de halve finale van de Canadees Milos Raonic in vijf sets met 6-3, 6-7, 4-6, 7-5 en 6-3. In tegenstelling tot Federer wist Andy Murray wel door te stromen tot de finale. In de halve finale was de Schot met 6-3, 6-3 en 6-3 te sterk voor Tomáš Berdych uit Tsjechië.
In de finale was thuisspelende Andy Murray in drie sets te sterk voor de Canadees Milos Raonic. Raonic verloor de eerste set nadat hij werd gebroken bij een drie-drie stand. In de tweede en derde set werden er vervolgens geen breakpoints meer verzilverd en zodoende viel de beslissing in tiebreaks. In beide sets trok Andy Murray aan het langste eind en wist hij met 6-4, 7-6 en 7-6 voor de tweede maal Wimbledon te winnen.

#### Nederlanders
Er deden twee Nederlanders mee aan het mannenenkelspel. Igor Sijsling bereikte het hoofdtoernooi na drie overwinningen in het kwalificatietoernooi. In de eerste ronde verloor Sijsling echter in drie sets van de Tsjech Jiří Veselý. Robin Haase werd op basis van zijn ranking direct tot het hoofdtoernooi toegelaten. Hij won in de eerste ronde na vijf sets van Diego Schwartzman (Argentinië). In de tweede ronde moest Haase na vier sets zijn meerde erkennen aan de als zevenentwintigste geplaatste Amerikaan Jack Sock.

#### Belgen
Namens België deed slechts één man mee aan het enkelspel. David Goffin werd als elfde ingeschaald voor het hoofdtoernooi. In de eerste ronde won Goffin in drie sets van de Brit Alexander Ward. Ook in de tweede ronde verloor Goffin geen set, er werd gewonnen van de Franse kwalificatiespeler Édouard Roger-Vasselin. Tegen de Oezbeek Denis Istomin verloor Goffin voor het eerst een set, de wedstrijd werd echter met vier sets gewonnen. In de vierde ronde verloor Goffin na een voorsprong van twee sets van de als zesde geplaatste Canadees Milos Raonic.

### Vrouwen
Titelverdedigster was Serena Williams uit de Verenigde Staten. De nummer twee van de plaatsingslijst, de Spaanse Garbiñe Muguruza, verloor al vroeg in het toernooi. In de tweede ronde werd Muguruza verslagen door de Slowaakse Jana Čepelová. Ook de nummer drie, Agnieszka Radwańska uit Polen, wist de eindfase van het toernooi niet te bereiken. Radwańska verloor in de vierde ronde van Dominika Cibulková uit Slowakije.
Serena Williams was wel succesvol in het toernooi en wist zonder veel moeite de finale van het enkelspel te bereiken. Alleen tegen haar landgenote Christina McHale in de tweede ronde moest Williams een set afstaan. In de halve finale won Serena met 6-2 en 6-0 van de Russin Jelena Vesnina. In de andere halve finale nam Venus Williams het op tegen de als vierde geplaatste Duitse Angelique Kerber. Williams was niet in staat om een finale tegen haar zus af te dwingen, zij verloor met 6-4 en 6-4 van Kerber.
In de finale wist Serena Williams na twee sets haar titel met succes te verdedigen. De Duitse Angelique Kerber verloor de eerste set na een break in de laatste game. In de tweede set brak Williams wederom pas laat, in de achtste game, maar wist ze vervolgens wel met succes de wedstrijd uit te serveren. De Amerikaanse won zo met 7-5 en 6-3 voor de zevende keer de titel op Wimbledon.

#### Nederlanders
Namens Nederland deed alleen Kiki Bertens mee aan het hoofdtoernooi van het vrouwenenkelspel. Na haar goede prestaties tijdens het Franse open kampioenschap stroomde Bertens de top dertig binnen en dwong daarmee een geplaatste status af. De als zesentwintigste geplaatste Bertens won zonder setverlies van de Letse Jeļena Ostapenko en Duitse Mona Barthel in respectievelijk de eerste en tweede ronde. In de derde ronde verloor Bertens in twee sets van de als vijfde geplaatste Simona Halep (Roemenië).

#### Belgen
Er deden drie Belgische vrouwen mee aan het enkelspel. Yanina Wickmayer verloor in de eerste ronde na drie sets van de als vijftiende geplaatste Tsjechische Karolína Plíšková. Ook Alison Van Uytvanck verloor haar eersterondepartij – in twee sets was de Britse wildcard-houder Tara Moore te sterk. Kirsten Flipkens won in de eerste ronde in twee sets van Nicole Gibbs (Verenigde Staten van Amerika). In de tweede ronde was de als negende geplaatste Amerikaanse Madison Keys in drie sets te sterk voor Flipkens.

## Dubbelspel

### Mannen
Titelverdedigers waren de Nederlander Jean-Julien Rojer en de Roemeen Horia Tecău. Zij verloren echter al in de tweede ronde van de Brit Jonathan Marray en Canadees Adil Shamasdin. Het toernooi werd gewonnen door het als eerste geplaatste Franse duo Pierre-Hugues Herbert en Nicolas Mahut. Zij wonnen in de finale van hun landgenoten Julien Benneteau en Édouard Roger-Vasselin. Na het US Open 2015 was dit de tweede grandslamoverwinning voor het Franse duo.

### Vrouwen
Titelverdedigsters waren Martina Hingis (Zwitserland) en Sania Mirza (India). In de kwartfinale werden zij door de verliezend finalistes Tímea Babos en Jaroslava Sjvedova verslagen. Na succes in het enkelspel waren de zussen Venus en Serena Williams ook in het dubbelspel oppermachtig. In de finale werd er van Babos en Sjvedova met 6-3 en 6-4 gewonnen. Hiermee wonnen de zussen Williams voor de zesde maal het vrouwendubbelspel op Wimbledon.

### Gemengd
De titel werd verdedigd door de Zwitserse Martina Hingis en de Indiër Leander Paes. Zij wisten tot de derde ronde te reiken, waarin zij uitgeschakeld werden door de latere winnaars Heather Watson (Groot-Brittannië) en Henri Kontinen (Finland). In de finale waren Watson en Kontinen met 7-6 en 6-4 te sterk voor het als vijftiende geplaatste Duits/Colombiaanse koppel Anna-Lena Grönefeld en Robert Farah Maksoud. Voor zowel Watson als Kontinen was dit hun eerste grote toernooizege.

## Kwalificatietoernooi
Algemene regels – Aan het hoofdtoernooi (enkelspel) deden bij de mannen en vrouwen elk 128 tennissers mee. De 104 beste mannen en 108 beste vrouwen van de wereldranglijst die zich inschreven werden rechtstreeks toegelaten. Acht mannen en acht vrouwen kregen van de organisatie een wildcard. Voor de overige ingeschrevenen resteerden dan nog zestien plaatsen bij de mannen en twaalf plaatsen bij de vrouwen in het hoofdtoernooi – deze plaatsen werden via het kwalificatietoernooi ingevuld. Aan dit kwalificatietoernooi deden nog eens 128 mannen en 96 vrouwen mee. Dat toernooi werd gespeeld op de Bank of England Sports Grounds in Roehampton.
De kwalificatiewedstrijden vonden plaats van maandag 20 tot en met donderdag 23 juni 2016.
De volgende deelnemers aan het kwalificatietoernooi wisten zich een plaats te veroveren in de hoofdtabel:

### Mannenenkelspel
1. Matthew Barton
2. Aleksandr Koedrjavtsev
3. Tristan Lamasine
4. Marcus Willis
5. Ruben Bemelmans
6. Bjorn Fratangelo
7. Luke Saville
8. Marius Copil
9. Igor Sijsling
10. Albano Olivetti
11. Lukáš Lacko
12. Yoshihito Nishioka
13. Franko Škugor
14. Dennis Novikov
15. Radu Albot
16. Édouard Roger-Vasselin

### Vrouwenenkelspel
1. Tatjana Maria
2. Amra Sadiković
3. Jana Čepelová
4. Aleksandra Krunić
5. Maria Sakkari
6. Julia Boserup
7. Tamira Paszek
8. Luksika Kumkhum
9. Mandy Minella
10. Jekaterina Aleksandrova
11. Marina Erakovic
12. Paula Kania

Lucky loser
1. Duan Yingying

### Mannendubbelspel
1. Quentin Halys &  Tristan Lamasine
2. Konstantin Kravtsjoek &  Denys Moltsjanov
3. Marcelo Arévalo &  Roberto Maytín
4. Dustin Brown &  Jan-Lennard Struff

### Vrouwendubbelspel
1. Demi Schuurs &  Renata Voráčová
2. Elise Mertens &  An-Sophie Mestach
3. Chan Chin-wei &  Han Xinyun
4. Shuko Aoyama &  Makoto Ninomiya

## Junioren
Meisjesenkelspel

Finale: Anastasija Potapova (Rusland) won van Dajana Jastremska (Oekraïne) met 6-4, 6-3
Meisjesdubbelspel

Finale: Usue Maitane Arconada (VS) en Claire Liu (VS) wonnen van Mariam Bolkvadze (Georgië) en Caty McNally (VS) met 6-2, 6-3
Jongensenkelspel

Finale: Denis Shapovalov (Canada) won van Alex de Minaur (Australië) met 4-6, 6-1, 6-3
Jongensdubbelspel

Finale: Kenneth Raisma (Estland) en Stéfanos Tsitsipás (Griekenland) wonnen van Félix Auger-Aliassime (Canada) en Denis Shapovalov (Canada) met 4-6, 6-4, 6-2

## Rolstoeltennis
Rolstoelmannenenkelspel

Finale: Gordon Reid (Verenigd Koninkrijk) won van Stefan Olsson (Zweden) met 6–1, 6–4.
Rolstoelmannendubbelspel

Finale: Alfie Hewett (Verenigd Koninkrijk) en Gordon Reid (Verenigd Koninkrijk) wonnen van Stéphane Houdet (Frankrijk) en Michaël Jérémiasz (Frankrijk) met 4-6, 6-1, 7-6.
Rolstoelvrouwenenkelspel

Finale: Jiske Griffioen (Nederland) won van Aniek van Koot (Nederland) met 4–6, 6–0, 6–4.
Rolstoelvrouwendubbelspel

Finale: Yui Kamiji (Japan) en Jordanne Whiley (Verenigd Koninkrijk) wonnen van Jiske Griffioen (Nederland) en Aniek van Koot (Nederland) met 6-2, 6-2.

## Toeschouwersaantallen en bezoekerscapaciteit
|           |        | Eerste week |         | Tweede week |
| --------- | ------ | ----------- | ------- | ----------- |
| Maandag   |        | 40.403      |         | 40.374      |
| Dinsdag   | 37.987 | 36.836      |         |             |
| Woensdag  | 35.747 | 36.494      |         |             |
| Donderdag | 41.708 | 30.574      |         |             |
| Vrijdag   | 40.030 | 31.309      |         |             |
| Zaterdag  | 40.298 | 29.607      |         |             |
| Zondag    | 24.623 | 27.938      |         |             |
| Totaal    |        | 493.928     | 493.928 | 493.928     |

| Baan                           | Zitplaatsen                    |                                | Baan                           | Zitplaatsen |
| ------------------------------ | ------------------------------ | ------------------------------ | ------------------------------ | ----------- |
| Centre Court                   | 14.974                         |                                | Court No. 10                   | –           |
| Court No. 1                    | 11.393                         | Court No. 11                   | 114                            |             |
| Court No. 2                    | 4.063                          | Court No. 12                   | 1.065                          |             |
| Court No. 3                    | 1.980                          | Court No. 14                   | 324                            |             |
| Court No. 4                    | 170                            | Court No. 15                   | 330                            |             |
| Court No. 5                    | –                              | Court No. 16                   | 320                            |             |
| Court No. 6                    | –                              | Court No. 17                   | 318                            |             |
| Court No. 7                    | 114                            | Court No. 18                   | 782                            |             |
| Court No. 8                    | 170                            | Court No. 19                   | 305                            |             |
| Court No. 9                    | –                              |                                |                                |             |
| Totaal zitplaatsen             | Totaal zitplaatsen             | Totaal zitplaatsen             | Totaal zitplaatsen             | 36.422      |
|                                |                                |                                |                                |             |
| Bezoekerscapaciteit tennispark | Bezoekerscapaciteit tennispark | Bezoekerscapaciteit tennispark | Bezoekerscapaciteit tennispark | 39.000      |

## Ticketprijzen
| Dag       | Show courts  | Show courts | Show courts | Show courts | Ground Pass | Ground Pass  |
| Dag       | Centre Court | Court No. 1 | Court No. 2 | Court No. 3 | Gehele dag  | Na 17:00 uur |
| --------- | ------------ | ----------- | ----------- | ----------- | ----------- | ------------ |
| Maandag   | £ 53         | £ 44        | £ 40        | £ 40        | £ 25        | £ 18         |
| Dinsdag   | £ 53         | £ 44        | £ 40        | £ 40        | £ 25        | £ 18         |
| Woensdag  | £ 69         | £ 56        | £ 48        | £ 48        | £ 25        | £ 18         |
| Donderdag | £ 69         | £ 56        | £ 48        | £ 48        | £ 25        | £ 18         |
| Vrijdag   | £ 89         | £ 72        | £ 60        | £ 60        | £ 25        | £ 18         |
| Zaterdag  | £ 89         | £ 72        | £ 60        | £ 60        | £ 25        | £ 18         |
| Zondag    | £ 70         | £ 40        | –           | –           | –           | –            |
| Maandag   | £ 104        | £ 79        | £ 66        | £ 66        | £ 25        | £ 18         |
| Dinsdag   | £ 104        | £ 79        | £ 41        | –           | £ 20        | £ 14         |
| Woensdag  | £ 126        | £ 95        | £ 38        | –           | £ 20        | £ 14         |
| Donderdag | £ 126        | £ 58        | –           | –           | £ 20        | £ 14         |
| Vrijdag   | £ 145        | £ 37        | –           | –           | £ 15        | £ 11         |
| Zaterdag  | £ 145        | £ 34        | –           | –           | £ 15        | £ 11         |
| Zondag    | £ 175        | £ 29        | –           | –           | £ 8         | £ 5          |

1. ↑  Een Ground Pass gaf toegang tot het tennispark. Met een Ground Pass had men vrije toegang om wedstrijden te bekijken op de niet-gereserveerde plaatsen op de show courts No.3, No.12 en No.18. Daarnaast gaf de Ground Pass toegang tot de buitenbanen No.4-No.11, No.14-No.17 en No. 19, volgens het principe 'wie het eerst komt, het eerst maalt'.
2. 1 2  Deze tickets waren inclusief een Ground Pass en gegarandeerde een zitplaats voor de gehele dag op de betreffende baan.

## Uitzendrechten
In Nederland was Wimbledon te zien bij de betaalzender FOX Sports. De zender zette naast de zes lineaire tv-kanalen ook de online tv-dienst FOX Sports GO in om het tennistoernooi zo uitgebreid mogelijk in beeld te brengen. De finales van het mannen en vrouwenenkelspel werden conform de Mediawet 2008 uitgezonden op het open kanaal Fox.
Verder kon het toernooi ook gevolgd worden bij de Britse publieke omroep BBC, waar uitgebreid live-verslag werd gedaan op de zenders BBC One en BBC Two.